# Randweg Bergen op Zoom
De Randweg Bergen op Zoom is een 14 kilometer lange weg rondom de stad Bergen op Zoom. Het oostelijk deel van de randweg is tevens autosnelweg van de rijkswegen A4 en A58.

## Randweg Noord
De Randweg Noord ligt voor een groot deel buiten de bebouwde kom en is uitgevoerd als 2x2 weg met een maximale snelheid van 80 km/h. De Randweg beschikt over een groene golf waardoor het verkeer minder vaak voor een rood licht staat. Dit bevordert de doorstroming aanzienlijk. Aan het eind van deze weg is er richting de snelweg een tankstation.

### N259
De Randweg Noord vervulde voor de doortrekking van de A4 de rol van vervangende rijksweg. Deze werd bewegwijzerd als N259. Verkeer van Antwerpen/Zeeland kon via de Randweg Noord en Halsteren richting Steenbergen/Rotterdam. Sinds de aansluiting Halsteren Noord/Tholen op de A4 gereed is, heeft de Randweg Noord haar status van N-weg verloren.

## Randweg Oost
De Randweg Oost is het enige stuk van de Randweg Bergen op Zoom die volledig autosnelweg is. Op deze weg is de maximumsnelheid 120 km/h. De Randweg Oost heeft in totaal 3 afritten en 1 knooppunt: Zoomland. Vanuit dit knooppunt kan men de A58 richting Roosendaal/Breda nemen.

### Toekomst
De Randweg Oost is sinds de opening van de A4 tussen Halsteren en Dinteloord drukker geworden vanwege de nieuw ontstane verbinding tussen de havens van Rotterdam en Antwerpen, met name knooppunt Zoomland ontwikkelt zich hierdoor tot flessenhals. De gemeente Bergen op Zoom wil daarom actie ondernemen en overgaan tot ombouw van het knooppunt om de capaciteit te vergroten. De gemeente heeft zich in een nieuw vervoersplan uitgesproken om aansluiting 28 Bergen op Zoom tot belangrijkste invalsweg voor het centrum te benoemen. Deze toekomstige stadsentree zal opnieuw worden aangelegd. Ook aansluiting 29 Bergen op Zoom-Zuid is onderdeel van een discussie. De gemeente wil deze verder naar het zuiden verplaatsen tot nabij Heimolen. Daarmee zou een nieuwe verbinding ontstaan richting het zuidelijke deel van de Randweg. De discussie omtrent de verplaatsing gaat met name om de verslechtering van de bereikbaarheid van het ziekenhuis. Hierdoor zijn nieuwe ontwikkelingen rondom de verplaatsing uitgesteld.

## Randweg West
De Randweg West ontsluit de grote industriegebieden Theodorushaven en Noordland van Bergen op Zoom en heeft een wegvak van 2×2 rijstroken. De maximumsnelheid op deze weg is 70 km/h. Dit gedeelte van de randweg heeft net als de Randweg Noord een groene golf en 1 tankstation. Daarnaast sluiten de belangrijke invalswegen richting het centrum van Bergen op Zoom aan op de Randweg West. Namelijk het Boerenverdriet en de van Konijnenburgweg. Direct aan het Westelijke deel van de Randweg ligt het winkelgebied De Zeeland en de woonboulevard.
Almelo · Almere · Alkmaar · Alphen aan den Rijn · Apeldoorn · Assen · Barendrecht · Bergen op Zoom · Den Haag · Dordrecht · Eindhoven · Enschede · Groningen · 's-Hertogenbosch · Hilversum · Hoofddorp · Houten · Leeuwarden · Oud-Beijerland · Parkstad Limburg · Sneek · Tilburg · Utrecht · Weert · Zoetermeer · Zwolle

Ringwegen geheel uitgevoerd als autosnelweg: Amsterdam · Rotterdam

Opgeheven: Maastricht